# Cieszyno (powiat świdwiński)
Cieszyno (niem. Teschenbusch) – wieś w Polsce położona w województwie zachodniopomorskim, w powiecie świdwińskim, w gminie Świdwin.